# Pipin I. Akvitanski
Pipin I. (francuski Pépin; 797. – 13. prosinca 838.) bio je franački plemić; kralj Akvitanije 817. – 838. te vojvoda (knez) Mainea 831. – 838. Roditelji su mu bili car Ludvig I. Pobožni i njegova prva supruga, kraljica Ermengarda od Hesbayea. Godine 817., Ludvig je Pipinu dao Akvitaniju te je na Pipinovom dvoru živio poznati pjesnik Ermoldus Nigellus.
Godine 830., Pipin se pobunio protiv svoga oca, pridruživši se bratu Lotru I. Uspio je zauzeti Pariz i zarobiti oca, ali je pobuna ubrzo nakon toga propala. Godine 832. je došlo do još jedne pobune gdje se Lotru i Pipinu priključio njihov brat Ludvig Njemački. Međutim, već 834. Pipin je stao na očevu stranu i pomogao mu da vrati vlast. Umro je nekoliko godina kasnije. 

## Brak
Supruga Pipina Akvitanskog bila je Ingeltruda, koja mu je rodila dvojicu sinova i dvije kćeri. Sinovi su bili Pipin II. Akvitanski i njegov brat, Karlo, nadbiskup Mainza. Jedna od kćeri udala se za grofa Gérarda od Auvergnea. Nakon smrti Pipina I., Ludvig Pobožni dodijelio je Akvitaniju Pipinovom mlađem polubratu, Karlu Ćelavom.